# Heksenberg (Brunssumerheide)

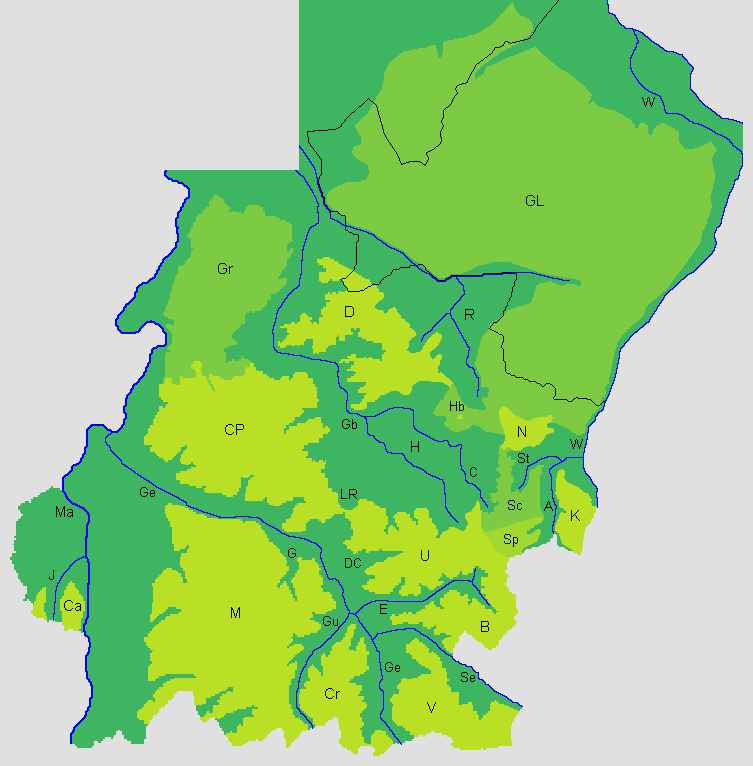
De Heksenberg (Hb) in Zuid-Limburg met zijn plateaus en dalen

De Heksenberg of Hessenberg is een heuvel op de Brunssummerheide in de gemeente Heerlen. Hij ligt in het zuidwestelijke deel van de Brunssummerheide ten zuiden van de Kamperheideweg vlak bij de wijk Heksenberg. Ten zuiden van de Heksenberg ligt het restant van de Steenberg Oranje-Nassau IV en een zilverzandgroeve: Groeve Heksenberg. Hier wordt zand uit het Laagpakket van Heksenberg gewonnen.
De heuvel is 126 meter hoog.
Ten noordoosten van de heuvel ligt de Landgraaf Brunssummerheide - Nieuwenhagen.

## Verhaal
Volgens een volksverhaal zou het Germaanse volk de Hessen opgetrokken zijn richting Heerlen. De Romeinen die hier gelegerd waren gingen de Hessen tegemoet over de Schrieversheide naar de Brunssummerheide en op de heide werden de Romeinen afgeslacht. Na de slag werden de lijken verbrand en de as werd verzameld en in urnen gestopt. De as werd vervolgens in een grafheuvel geplaatst die werd opgeworpen. Dit zou de Hessenberg zijn geweest. In het volksgeloof werd deze naam veranderd in Heksenberg verwijzende naar de beruchte vrouwen die de heksensabbat vierden.